# LNWR-Klasse Claughton
Die LNWR-Klasse Claughton war eine von Charles Bowen Cooke entworfene Baureihe von Vierzylinder-Schnellzug-Dampflokomotiven mit der Achsfolge 2’C (Ten-Wheeler). Zwischen 1913 und 1921 wurden für die London and North Western Railway (LNWR) 130 Lokomotiven gebaut. Die Baureihe wurde zu Ehren von Sir Gilbert Claughton benannt, der zu dieser Zeit Vorsitzender des Verwaltungsrats der LNWR war und dessen Namen die erste Lokomotive der Klasse trug. In der Fachliteratur wird der Entwurf der Lokomotive kontrovers beurteilt.

## Geschichte

### Entwicklung
Obwohl die Lokomotiven der George-the-Fifth- und der Prince-of-Wales-Klasse gute Leistungen erbrachten, reichte ihre Zugkraft für die schwersten Züge auf der West Coast Main Line nicht aus. Besonders auf den steigungsreichen Abschnitten nördlich von Crewe war ohne Vorspann kein zuverlässiger Betrieb möglich, weshalb Charles Bowen Cookem, Chief Mechanical Engineer der LNWR, nach einer stärkeren, leistungsfähigeren Lokomotive suchte.
Bowen Cooke war stark von der bayerischen S 3/5 beeindruckt und plante daher bereits bei der Entwicklung der Prince-of-Wales-Klasse eine Vierzylinderlokomotive mit von Borries-Triebwerk. Die Umsetzung des Entwurfs scheiterte zunächst am unzureichenden Verständnis der damaligen Bauingenieure für die durch die Lokomotive in den Oberbau eingeleiteten Kräfte. Sie erkannten nicht, dass bei dieser Triebwerksbauart bei der alle vier Zylinder auf eine gemeinsame Treibachse wirken die hin- und hergehenden Massen vollständig ausgeglichen sind. Dadurch entstehen keine stoßartigen, vertikalen Kräfte, was im Vergleich zu Zweizylinderlokomotiven höhere statische Achslasten erlaubt. Das vorgegebene Gewichtslimit konnte letztlich nur durch eine Reduktion des Kesseldurchmessers eingehalten werden.

### Bau
Bowen Cooke ließ Anfang 1913 in den Crewe Works einen ersten Prototypen bauen, der die Nummer 2222 und den Namen des Vorsitzenden des Verwaltungsrats der LNWR Sir Gilbert Claughton trug. Bereits bei der ersten Probefahrt von Euston nach Crewe war seine Leistung beeindruckend. Auf der Fahrt wurde eine Indizierte Leistung von mehr als 1200 kW (1617 hp) erreicht – eine Leistung, die von keiner Lokomotive aus der Zeit vor dem Grouping der britischen Eisenbahnen im Jahr 1923 erreicht wurde. Die lange, schmale Feuerbüchse verlangte jedoch eine spezielle Feuerungstechnik für eine gute Dampferzeugung zu gewährleisten, wie das bereits von der Experiment- und von der Prince-of-Wales-Klasse bekannt war.
Die Serienlokomotiven unterschieden sich in mehreren Details vom Prototypen. Sie wurden in drei Baulosen gefertigt: Die ersten zehn Lokomotiven entstanden in den Jahren 1913 und 1914, weitere 40 folgten in den Jahren 1916 und 1917, und die letzten 70 wurden zwischen 1920 und 1921 gebaut.
Das zweite Baulos wurden während des Ersten Weltkriegs ausgeliefert. Aus diesem Grund erhielten die letzten 27 Lokomotiven keine Namen mehr, um Messing, den Werkstoff für die Namensschilder,  einzusparen. Ebenso wurden die während des Krieges gelieferten oder überholten Lokomotiven nur in schlichtem Schwarz lackiert, um den Arbeitsaufwand für Zierlinien einzusparen.
Die erste Lokomotive des dritten Lieferloses wurde als rollendes Kriegerdenkmal ausgeleifert. Sie erhielt die symbolträchtige Nummer 1914 und den Namen Patriot, wobei auf dem Nummernschild zusätzlich In Memory of the Fallen LNWR Employees 1914-19 vermerkt war. Die übrigen Lokomotiven der Serie erhielten keine Namen und den üblichen, schwarzen Anstrich.
Wie bei vielen britischen Eisenbahngesellschaften jener Zeit war es üblich, neuen Lokomotiven Namen und Nummern ausgemusterter Lokomotiven zuzuweisen, sofern sich der Gesamtbestand an Lokomotiven nicht erhöhte. Dies führte zu einer willkürlichen Nummerierung ohne fortlaufende Nummernblöcke, die keine Rückschlüsse auf das Alter oder die Ablieferungsreihenfolge der Lokomotiven zulässt.

### Betrieb

#### LNWR
Von der ersten Serie waren die zweite und dritte Lokomotive mit den Nummern 1161 Sir Robert Turnbull und 1191 Sir Frank Ree in London dem Depot Camden zugeteilt. Sie waren nach dem Superintendent of the Line ‚Betriebsleiter Infrastruktur‘ und dem Generaldirektor benannt und verkehrten auf den beiden prestigeträchtigen Umläufen von London nach Crewe und zurück. Lokomotive Nr. 1327 Alfred Fletcher, benannt nach einem Vorstandsmitglied aus Liverpool, war in Edge Hill stationiert und absolvierte täglich eine einfache Fahrt nach Euston und am nächsten Tag zurück. Die übrigen sieben Lokomotiven waren alle in Crewe North stationiert und verkehrten hauptsächlich nach Carlisle.
Auch die folgenden Serien waren auf der West Coast Main Line eingesetzt. Sie zogen die wichtigsten Schnellzüge zwischen London und Carlisle. Bei fachkundiger Bedienung konnte ihre Leistung effektiv für den Einsatz vor schweren Schnellzügen mit hoher Geschwindigkeit genutzt werden. Die Claughtons beförderten Züge mit einem Gewicht von bis zu zwölf Wagen mit 450 Tonnen Gewicht ohne Vorspann über den Shap Summit, einen Streckenabschnitt zwischen Lancaster und Carlisle mit Steigungen von bis zu 13 ‰. Ihre Leistungsfähigkeit blieb bis zum Ende des Ersten Weltkriegs in Großbritannien unübertroffen.

#### LMS

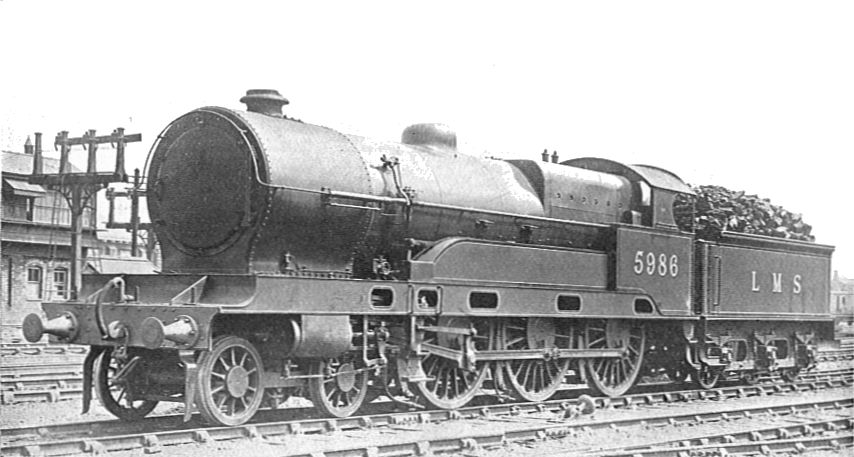
LMS-Klasse 5XP Nr. 5986

Im Zuge der britischen Bahnreform und der Gründung der Big Four wurden im Jahr 1923 alle 130 Lokomotiven von der London, Midland and Scottish Railway (LMS) übernommen. Die leistungsstarken Maschinen erhielten bei der LMS die Nummern 5900 bis 6029 und wurden der Klasse 5P zugeteilt. Sie wiesen einen hohen Kohleverbrauch auf und galten als reparaturanfällig. Es wurden verschiedene Versuche unternommen, die Konstruktion zu verbessern. Im Jahr 1928 erhielten schließlich zwanzig Lokomotiven einen neuen, größeren Kessel, davon zehn zusätzlich eine Caprotti-Ventilsteuerung, die erlaubt, kleinere Füllungen zu fahren Diese Lokomotiven wurden der Klasse 5XP zugeteilt. Dennoch blieben die Instandhaltungskosten hoch.
Mit der Ablieferung der Dreizylinderlokomotiven der Royal-Scot-Klasse im Jahre 1927 entspannte sich die Lokomotivmangellage auf der West Coast Main Line. Die nicht mehr benötigten Lokomotiven der Claughton-Klasse wurden an die Midland Division abgegeben. 1928 waren sechs Lokomotiven in Carlisle Durranhill und sieben in Leeds Holbeck stationiert. Im April 1929 wurde die erste Lokomotive ausgemustert, Ende 1937 waren bis auf vier Maschinen alle ausgemustert. Diese verblieben während dem Zweiten Weltkrieg im Einsatz, bis eine weitere Instandsetzung wirtschaftlich nicht mehr vertretbar war. Drei davon wurden zwischen 1940 und 1941 ausgemustert, sodass nur noch Lok Nr. 6004 übrig blieb, die regelmäßig zwischen London und Edge Hill vor schnellen Güterzüge mit durchgehender Bremse eingesetzt wurde.

#### BR
Nach der Verstaatlichung der britischen Bahnen ging die einzige noch vorhandene Lokomotive 1948 in den Besitz von British Railways über. Für sie war die Nummer 46004 vorgesehen, die jedoch nie angebracht wurde, da die Lok bereits im April 1949 ausgemustert wurde. Keine Lokomotive dieser Baureihe wurde erhalten.

## Weiterentwicklung

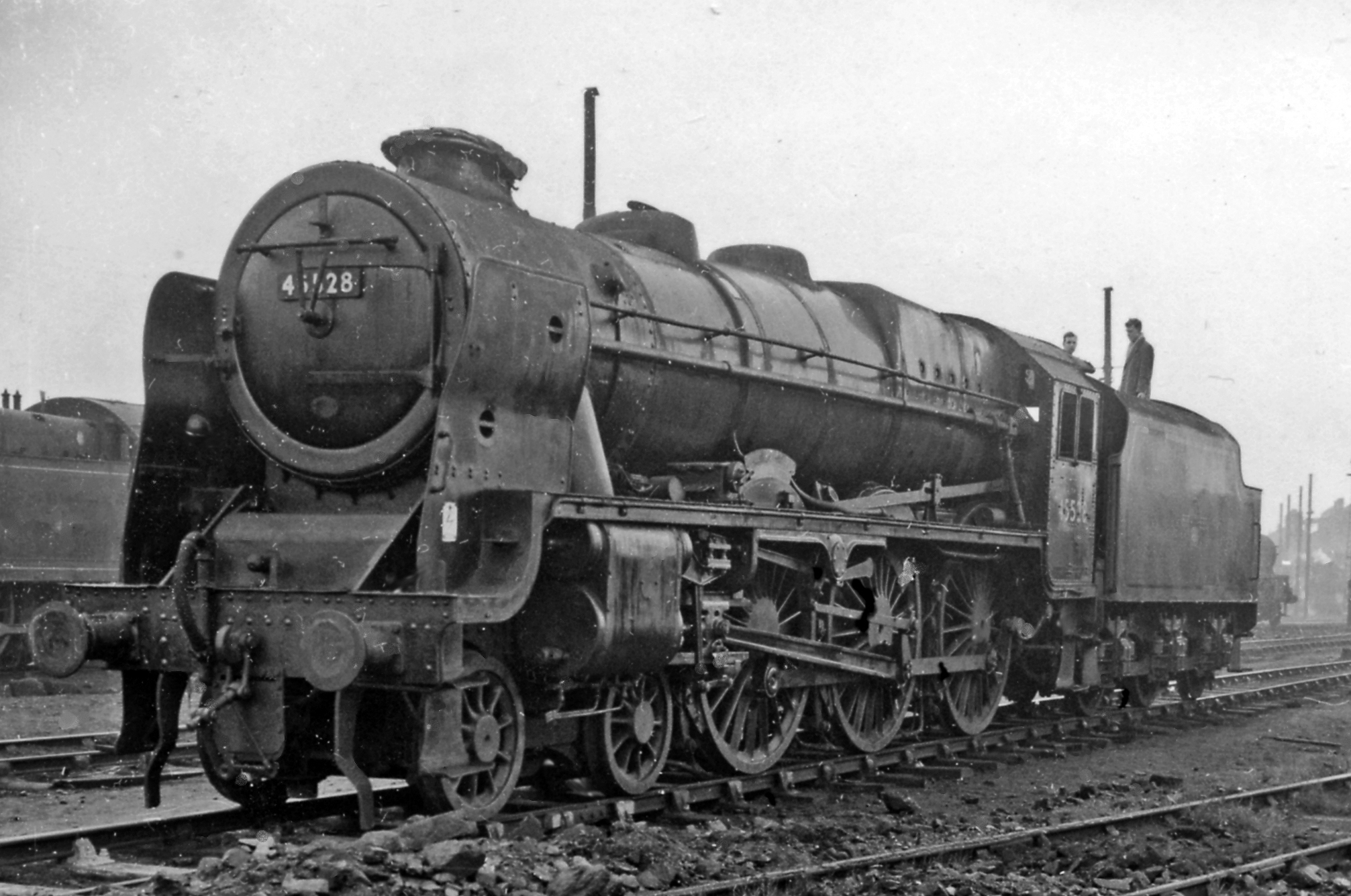
LMS-Lokomotive Nr. 45528 der Patriot-Klasse

### Patriot-Klasse
Auch nach der Einführung der Royal-Scot-Klasse bestand weiterhin Bedarf an einer Schnellzuglokomotive mit geringerer Achslast für Strecken, die von den Royal Scots nicht befahren werden konnten. Daher entschied man sich in Derby, den neuen Kessel der Claughton-Klasse mit dem Fahr- und Triebwerk der Royal Scot zu kombinieren. So entstand die Patriot-Klasse, deren Lokomotiven auch als Baby Scots bekannt wurden.
Offiziell wurden zwei Lokomotiven der Claughton-Klasse in den neuen Entwurf umgebaut. Tatsächlich jedoch übernahm man lediglich die Radsterne, Laufdrehgestelle, Namensschilder und einige Kleinteile. Die auch als Baby Scots bezeichneten Lokomotiven erwiesen sich als sehr erfolgreich und wirtschaftlich, sodass weitere 40 folgten, die ebenfalls als Umbauten bezeichnet wurden. Die letzten zehn Maschinen wurden offiziell als Neubauten geführt – letztlich waren jedoch alle 52 Lokomotiven nahezu vollständige Neubauten.

## Technik
Die Lokomotiven der Claughton-Klasse waren als Ten-Wheeler (Achsfolge 2’C) ausgeführt. Sie besaßen vier in einer Reihe angeordnete, innenliegende Zylinder, die alle über einfache Dampfdehnung auf die erste Kuppelachse arbeiteten. Je nach Baulos waren betrug der Zylinderdurchmesser entweder 381 mm (15 in), 400 mm (15 ¾ in) oder 406 mm (16 in), bei einem Kolbenhub von 660 mm (26 in).
Die außenliegende Walschaerts-Steuerung trieb die vier Kolbenschieber an, wobei der Antrieb der inneren beiden Kolbenschieber über vor den Zylindern angebrachte Kipphebel von den Steuerungen der äußern Schieber abgenommen wurde – ein Prinzip, das später auch bei den Pacific-Lokomotiven von Nigel Gresley Anwendung fand. Die ausgewogene Anordnung der vier Zylinder sorgte für eine nahezu perfekte Laufruhe ohne Unwucht. Nur weil die bei Zweizylinder-Lokomotiven auftretende, stoßartig auftretenden vertikalen Kräfte wegfielen war überhaupt die Achslast von 20,1 t möglich. Die Claughton-Lokomotiven zählten zu den gleisschonendsten Maschinen der LNWR.
Die Heißdampfkessel nutzte den Schmidt-Überhitzer, der zu dieser Zeit bereits Standard bei der LNWR war. Erstmals setzte die LNWR einen Belpaire-Stehkessel ein – offenbar jedoch als nachträgliche Entscheidung, da die Feuerbüchse für einen Stehkessel mit runder Decke ausgelegt war, wodurch nicht das volle Potenzial der Kesselverrohrung ausgeschöpft werden konnte.
Wie bei anderen 2’C-Lokomotiven der LNWR war die Feurbüchse über der dritten Kuppelachse angeordnet und nicht wie bei vielen anderen Bauarten zwischen der zweiten und dritten Kuppelachse. Dies führte zu einer langen, schmalen und tiefen Feuerbüchse, deren Rost im hinteren Drittel waagrecht ausgeführt war. Die Rostfläche von 2,8 m² (30,5 sq ft) war großzügig bemessen, dennoch erforderte die Lokomotive aufgrund der speziellen Feuerbüchse eine besondere Feuerungstechnik, wie sie bereits von den Klassen Experiment und Prince of Whales bekannt war.
Durch die die Tiefe der Feuerbüchse blieb wenig Platz für den Aschkasten im Bereich der hinteren Kuppelachse. Er war in diesem Bereich extrem nieder und über die Achse gewölbt, was die Luftzufuhr zum Rost und dadurch auch die Kesselleistung einschränkte. Die Nähe der Feuerbüchse zu den hinteren Kuppelachslagern führte oft zur Überhitzung der Achslager.
Eine Sandstreueinrichtung besandete die erste und zweite Kuppelachse. Die Lokomotiven waren mit einem dreiachsigen Schlepptender mit Außenrahmen gekuppelt.